# インドリジジン
インドリジジン（英: indolizidine）は、窒素を1つ有する複素環式化合物であり、スワインソニンやカスタノスペルミンなど、インドリジジンアルカロイドの骨格である。
なお、本来はインドリジジンアルカロイドと称されるべきこれらの物質は、インドリジンアルカロイドと通称されている。